# 三原村 (岡山県)
三原村（みはらそん / みはらむら）は、岡山県後月郡にあった村。現在の井原市芳井町東三原・芳井町西三原にあたる。

## 地理
小田川支流・鴫川の最上流域に位置していた。

## 歴史
- 1889年（明治22年）6月1日、町村制の施行により、後月郡東三原村、西三原村が合併して村制施行し、三原村が発足[1][2]。旧村名を継承した東三原、西三原の2大字を編成[2]。
- 1954年（昭和29年）5月1日、後月郡芳井町、明治村、共和村と合併し、芳井町が存続して廃止された[1][2]。合併後、芳井町大字東三原・西三原となる[2]。

## 産業
- 農業[2]